# Chillingham
Chillingham est un village du Northumberland, en Angleterre. Il est situé à environ 6 km à l'est de Wooler, au sud de Chatton.
Chillingham est connu pour son château, qui a la réputation d'être hanté, et pour les taureaux blancs de Chillingham, un troupeau d'environ 100 têtes qui vit à l'état sauvage et sans introductions d'animaux extérieurs dans un parc depuis le Moyen Âge.

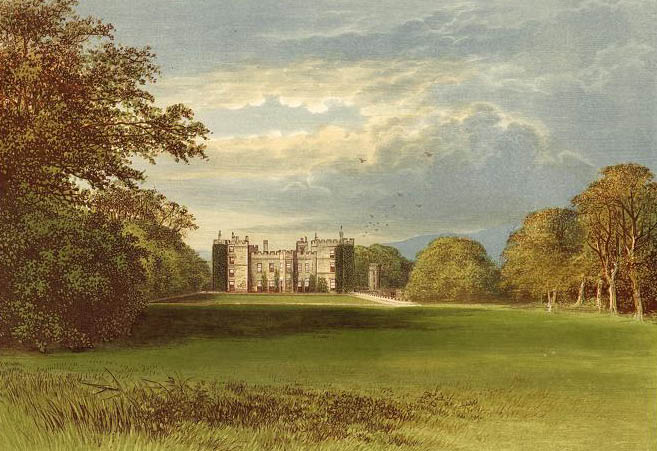
Le château de Chillingham au XIXe siècle